# レッサーパンダ帽男殺人事件
レッサーパンダ帽男殺人事件（レッサーパンダぼうおとこさつじんじけん）とは2001年（平成13年）4月に東京都台東区浅草で発生した殺人事件。
「浅草レッサーパンダ事件」とも呼ばれる。

## 概要
2001年4月30日午前10時35分頃、被害者（当時19歳、女子短大生）はブラジリアン柔術大会に出場する友人の応援をするために台東リバーサイドスポーツセンターに向かう途中であった。被害者の後を追うように、毛皮のコートを着てレッサーパンダを模した帽子を被った男（加害者）が、同じ道を進んでいた。交差点で被害者が加害者を確認した際に驚いた顔をしたため、加害者は自分が馬鹿にされたと思い込み、被害者を狭い路地に引き込んで胸や腹、背中などを包丁で刺し、失血により死亡させた。
現場近くで「動物のぬいぐるみを頭に載せた男」「レッサーパンダのような帽子を被った男」が何度も目撃されていたことから、捜査機関はこの男を容疑者とみて捜査を開始。
2001年5月10日、東京都代々木で元塗装工の加害者（当時29歳）が逮捕された。逮捕にあたって、同日の朝に埼玉県新座市の建設会社社長より「代々木の現場に、犯人の似顔絵に似た男がいる」と埼玉県警新座警察署に届け出が出された。これを受けた警視庁特別捜査本部が代々木駅付近のビルの防水工事現場で働いていた加害者を任意同行、その際に「後ろから声をかけようとしたら、気配を感じた女性が驚いて振り返ったので、興奮して刺した」と容疑を認めたため、逮捕に至った。
加害者は事件後、上野周辺や千代田区内の地下鉄構内で寝泊まりをしていた。そういった中で同年5月7日、東京駅で建設作業の斡旋業者に誘われ、上述の工事現場で偽名を使用して働いていた。なお、逮捕時は所持金をほとんど持っていなかった。
事件直後から「レッサーパンダのぬいぐるみ帽子を被った成人男性による犯行」という異様さに注目したマスコミ、特に週刊誌は、この事件を大々的に取り上げようとしていたが、容疑者が軽度の知的障害者と判明した後は報道が鎮静化した。加害者の家庭では17歳の時に母が病死し、加害者は家出や放浪を繰り返しており、窃盗など4件の前科があった。
レッサーパンダのぬいぐるみ帽子は函館市で購入したものであるが、警察の取り調べに対して加害者はこの帽子を「犬の顔（を模したもの）」だと思っていたと答えている。また、犯行直後にぬいぐるみ帽子を脱ぎ捨てた理由については、「（被害者を）刺したところを付近の人に見られ、呼び止められた。まずいと思ったので、目立ちやすい帽子とコートを逃げる途中に捨てた」と答えた。
2001年5月31日、東京地検は加害者を殺人と銃刀法違反の罪で起訴した。起訴にあたって加害者の供述や犯行前後の行動に不可解な点があることから簡易鑑定を実施。鑑定の結果、言動にやや奇妙な点は見られるが、異常は見当たらないという結果となった。そのため、刑事責任能力に問題はないと判断した。

## 刑事裁判
2001年10月19日、東京地裁（服部悟裁判長）で初公判が開かれ、罪状認否で被告人は起訴事実を認めた。
検察側は冒頭陳述で被告人は女性を脅迫してわいせつ行為をしようとして包丁を購入、その後、後をつけた被害者が驚いて振り返ったのを見て犯行に及んだと述べた。一方、弁護側は、被告人は自閉症と知的障害があることから刑事責任能力について争う姿勢を見せた。また、動機について「障害について周囲から理解を得られずに過ごし、たまったストレスが暴発して事件を起こした」と述べた。
2002年1月22日、被告人質問が行われ、被告人は殺意があったかどうかについて「わからない」と回答、初公判から一転して殺意を否認した。
2004年7月5日、論告求刑公判が開かれ、検察側は「わいせつ目的の犯行で、殺害の態様も残虐。たまたま通りかかっただけで理不尽に命を奪われた被害者の無念は計り知れない」として被告人に無期懲役を求刑した。論告では、刑事責任能力について、被告人が証拠隠滅を図っていることなどから「軽度の知的障害だが、完全な刑事責任能力が認められる」と指摘した。また、殺意の有無については殺意を認めた捜査段階の供述には信用性があったとして被告人には殺意があったと主張した。その上で再犯の可能性もあることを考慮して「有期の懲役刑では償えない」と結論付けた。
2004年8月30日、最終弁論が開かれ、弁護側は殺意がなかったとして傷害致死罪の適用を主張。また、「自閉症の発達障害があり、女性の優しさに触れたいという思いから被害者を尾行し、パニックになって犯行に及んだ。責任能力は相当減退している」と述べて、刑事責任能力について改めて争う姿勢を示した上で情状酌量を求め、一連の裁判は結審した。
2004年11月26日、東京地裁（服部悟裁判長）で判決公判が開かれ、裁判長は「被告には軽度の精神遅滞と自閉傾向があるが、完全な責任能力があり、確定的な殺意を持って犯行に及んだ」として被告人に求刑通り無期懲役の判決を言い渡した。
判決では、刑事責任能力について「軽度の精神遅滞などがあり、犯行に影響を与えたことは否めない」とした一方、「捜査段階で犯行状況について詳述し、記憶を十分保持している。犯行時に意識障害などが生じていたとは認められない」として被告人の完全責任能力を認めた。
殺意の有無に関しては、捜査段階の供述より「若い女性にいたずらをしようと考えて被害者に近づいたところ、にらみ付けられ、馬鹿にされたと思って腹を立て、殺して自分のものにしようと思った」などと述べた内容を「被告人しか語り得ない内容も含まれ、任意性があり十分信用できる」とした上で「被害者に馬乗りになって刺した後、首を両手で絞めており、確定的な殺意を持っていた」として被告人に殺意があったと認定した。
その上で量刑については「わいせつ目的で近づき、短絡的に犯行に至った。突然襲われた被害者の恐怖は計り知れず、動機に酌量の余地はない」と情状酌量を認めず、無期懲役が相当と結論付けた。判決言い渡し後、裁判長は「被害者は二度と戻ってこないので、冥福を祈るよう」と説諭した。
被告人は判決を不服として2004年12月1日までに東京高裁に控訴した。しかし、2005年4月1日、被告人は東京高裁への控訴を取り下げたため、無期懲役の判決が確定した。

## その他
- 加害者の妹は中卒で働いて一家を支えていたが、殺人事件の1年半後に25歳で病死した[27]。
- 加害者はかつて勤務していた仕事場で同僚達から凄まじい暴力を受けており、逮捕当時も前歯が殆ど欠損していた。プライドが高く、逮捕後の取調べにおいても自分に知的障害があることを認めようとしなかった。障害者の認定を受ける要件は満たしており、過去に障害者手帳を保有していたが自分で破り捨てている[要出典]。